# تفكيك المرافق النووية بواسطة التخزين الآمن

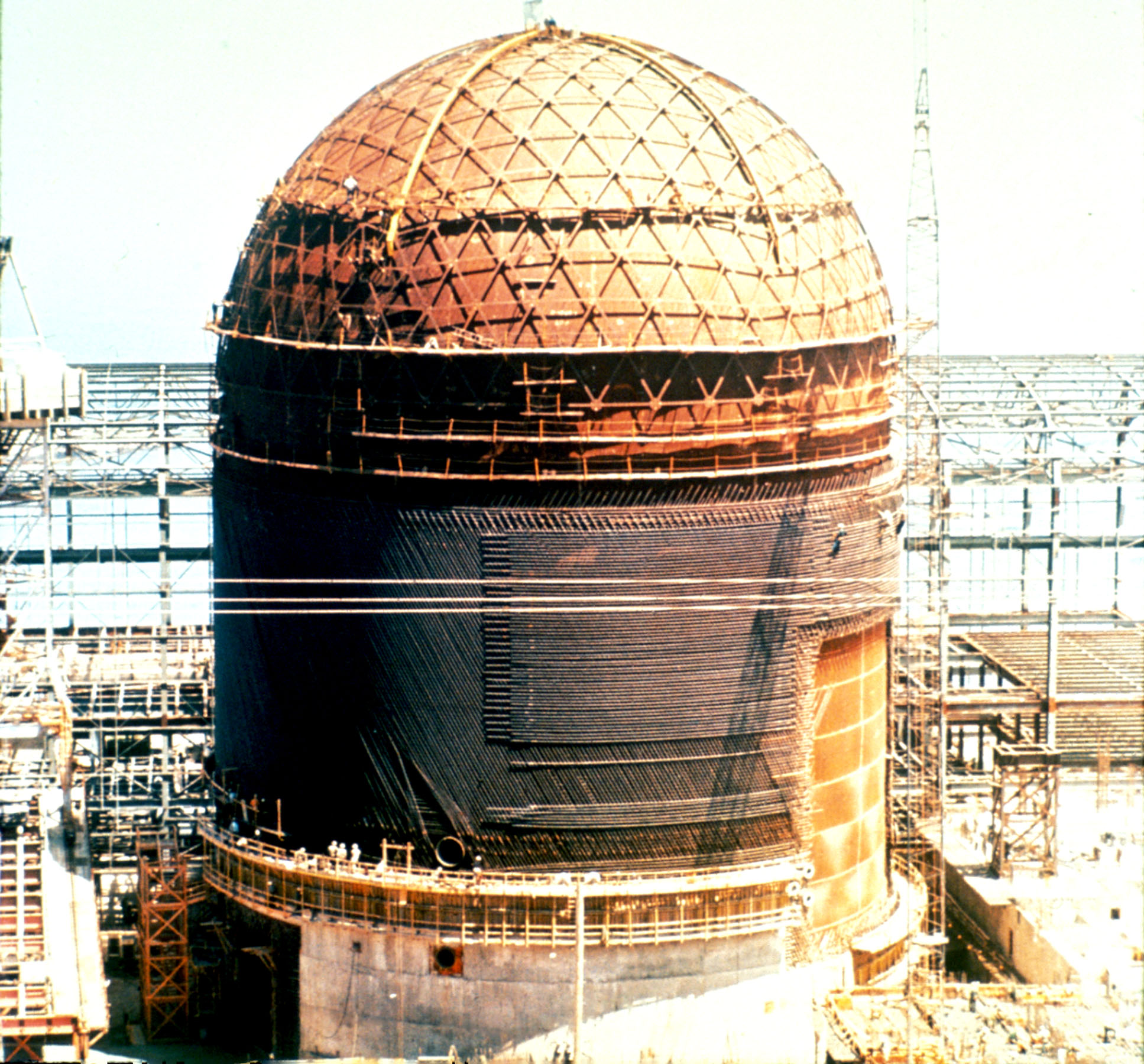
مثال على تفكيك محطة قيد التنفيذ.

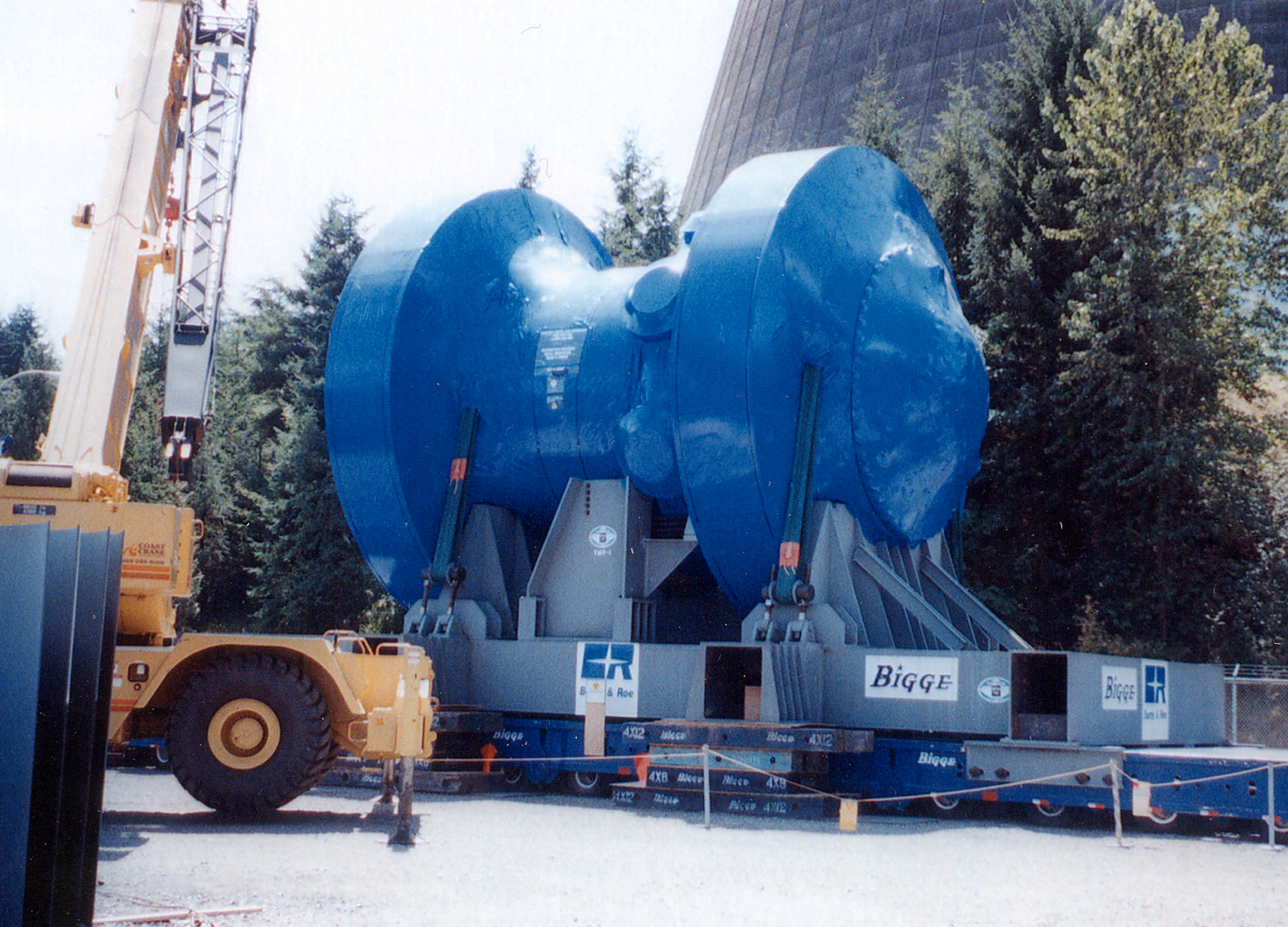
نقل المفاعل للدفن

تفكيك المرافق النووية بواسطة التخزين الآمن بالنسبة لمحطات الطاقة النووية التي تعمل تحت إشراف هيئة التنظيم النووي بالولايات المتحدة، فإن التخزين الآمن (SAFSTOR) هي أحد الخيارات لإيقاف التشغيل النووي للمحطة المغلقة.

## نبذة
يتم استخدام التخزين الآمن بعد مراقبة محطة إزالة الوقود لمدة تصل إلى 60 سنة قبل التنظيف الكامل وتفكيك الموقع، إلى حالة لم يعد الترخيص النووي مطلوبًا. خلال فترة التخزين، سوف تتحلل بعض الملوثات المشعة للمفاعل ومحطة الطاقة، مما يقلل من كمية المواد المشعة التي سيتم إزالتها خلال مرحلة إزالة التلوث النهائية.

## الخيارات
الخيارات الأخرى التي حددتها هيئة التنظيم النووي هي إيقاف التشغيل النووي وهو التفكيك الفوري للمحطة وتطهير الموقع، والدفن النووي وهو إحاطة الأجزاء الملوثة من المحطة بطبقة دائمة من الخرسانة. يمكن استخدام خليط من الخيارات، على سبيل المثال، الإزالة الفورية لمكونات التوربينات البخارية والمكثفات، والتخزين الآمن لقلب المفاعل الأكثر إشعاعًا. نظرًا لأن هيئة التنظيم النووي تتطلب إنهاء التفويض في غضون 60 سنة.
يمكن اختيار خيارات إيقاف التشغيل لمحطة نووية خارج الخدمة بناءً على توفر أموال لإيقاف التشغيل، أو تشغيل مفاعلات أخرى في نفس الموقع، أو توفر مرافق التخلص من النفايات.

## وصلات خارجية
- موقع الوكالة الدولية للطاقة الذرية
- معلومات عن السلامة النووية
- اختيار الطاقة النووية